# Ольгинский детский приют трудолюбия (Ижевск)
О́льгинский де́тский прию́т трудолю́бия был учреждён в Ижевске в 1896 году. Здание приюта, построенное в 1901 году, располагается по адресу улица Советская, 22б и является памятником истории и культуры Удмуртской Республики.

## История
Создание Ольгинских детских приютов в России началось с созданием в 1895 году Петербургского Ольгинского детского приюта трудолюбия. Ольгинский детский приют трудолюбия Ижевско-Нагорной волости Сарапульского уезда Вятской губернии был учреждён 11 апреля 1896 года.
Здание приюта было построено в 1901 году на собственные деньги ижевских рабочих. В 1919 году после окончания Гражданской войны в здании располагался детский приют Ижевской трудовой коммуны, а позже — детдом «жертв революции». В 1920-х годах директором приюта был удмуртский писатель Кузебай Герд.
Устав приюта состоял из 26 параграфов и описывал цели учреждения приюта, условия приёма и воспитания детей и другие организационные моменты. В программу обучения детей входило обучение грамоте, земледельческим работам и несложным ремёслам. Помимо обучения воспитанники приюта выполняли все хозяйственные работы. При этом у приюта было право брать заказы и продавать свои изделия. В приют принимались мальчики в возрасте от 2 до 12 лет, девочки — от 2 до 10 лет. Девочки могли оставаться в приюте до 14 лет, мальчики — до 16 лет. При этом после достижения 10-летнего возраста девочки жили отдельно от мальчиков. По достижении предельного возраста детей распределяли по учебным заведениям и мастерским для продолжения образования.
Для управления приютом был создан попечительский совет из 5 членов, избираемый волостным сходом сроком на три года. Непосредственное управление образовательным процессом и хозяйством осуществлял смотритель (смотрительница), которой в приюте предоставлялась квартира. В разное время совет возглавляли управляющие Ижевскими оружейным и сталеделательным заводами П. М. Савостьянов и А. А. Певцов, Л. Н. Дубницкая — жена А. Г. Дубницкого, также управляющего Ижевскими заводами.

## Современное состояние
Ныне в здании располагается Дом детского творчества Первомайского района Ижевска.
17 сентября 2001 год постановлением Правительства Удмуртской Республики оба корпуса отнесены к объектом культурного наследия регионального значения.